# Laocoetis
Laocoetis is een geslacht van sponsdieren uit de klasse van de Hexactinellida.

## Soort
- Laocoetis perion Lévi, 1986